# Учулен (река)
Об одноимённом посёлке см. статью Учулен
Учулен (Учула) — река в России, протекает по Таштагольскому району Кемеровской области. Устье реки находится в 7 км по правому берегу реки Мундыбаш. Длина реки составляет 16 км.

## Данные водного реестра
По данным государственного водного реестра России относится к Верхнеобскому бассейновому округу, водохозяйственный участок реки — Кондома, речной подбассейн реки — Томь. Речной бассейн реки — (Верхняя) Обь до впадения Иртыша.